# Delphyre cumulosa
Delphyre cumulosa là một loài bướm đêm thuộc phân họ Arctiinae, họ Erebidae.